# 세라미슈트 FC
세라미슈트 FC는 아프가니스탄 카불 축구단이다. 구단은 카불 프리미어리그 참가 이전에 아프가니스탄 프리미어리그에 참가했었다.